# Leif Höegh

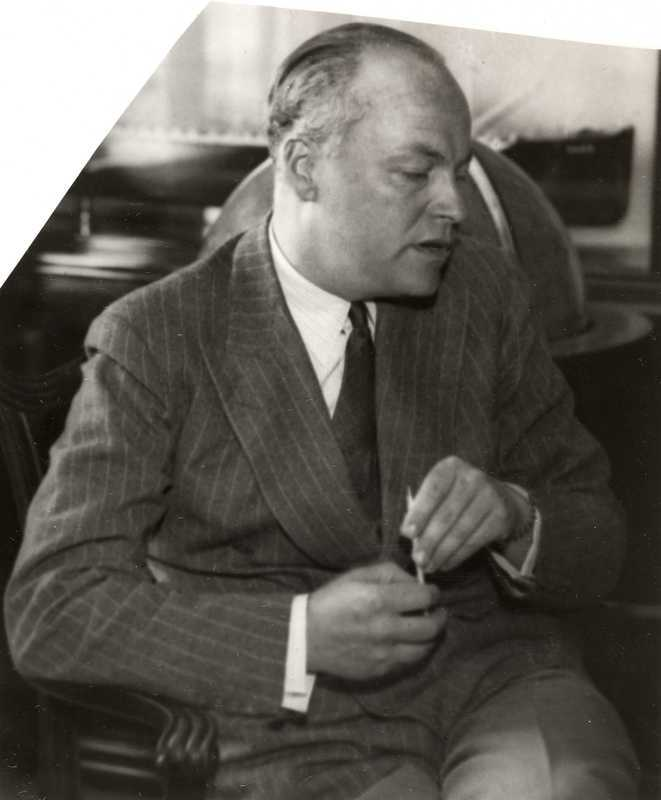
Der Reeder Leif Høegh um 1935

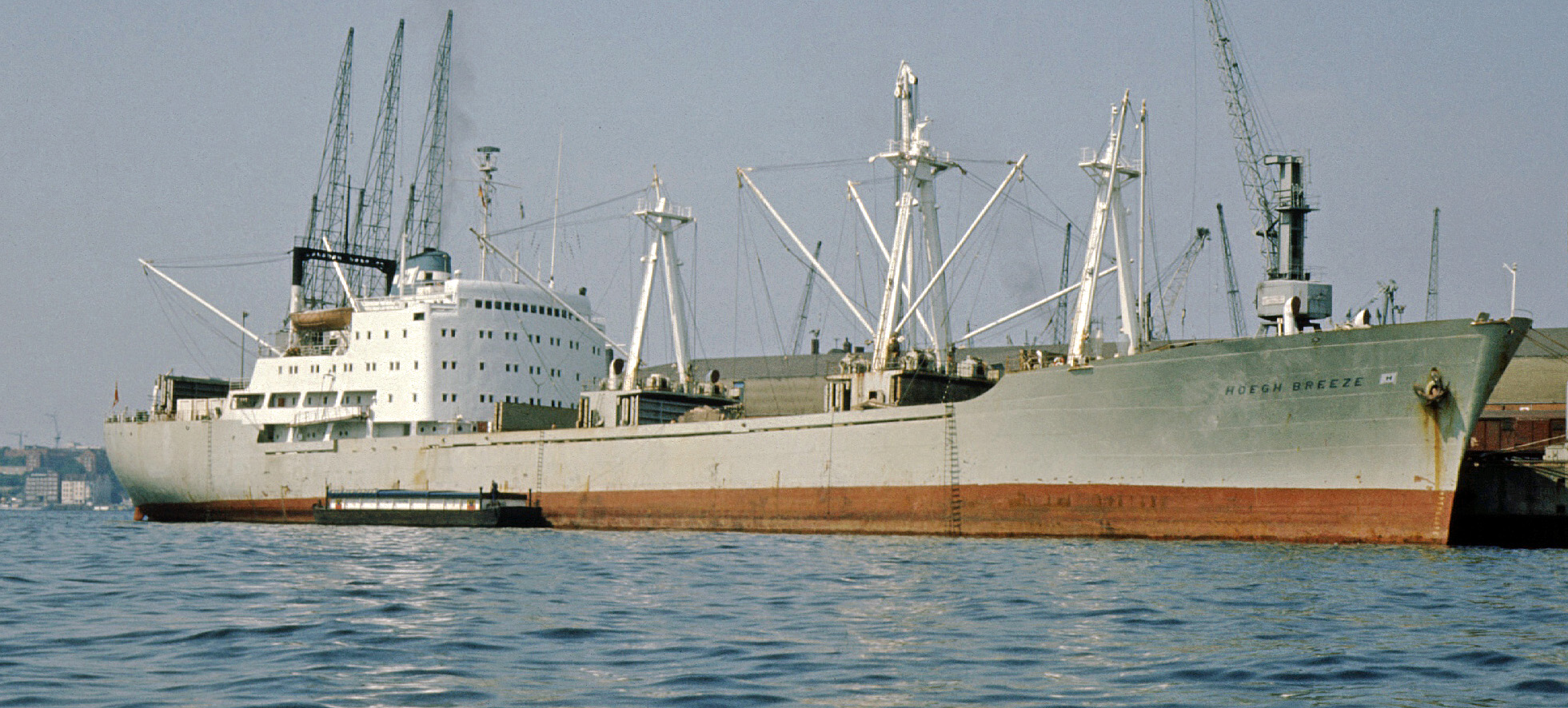
Die in Warnemünde gebaute Höegh Breeze 1973 in Hamburg

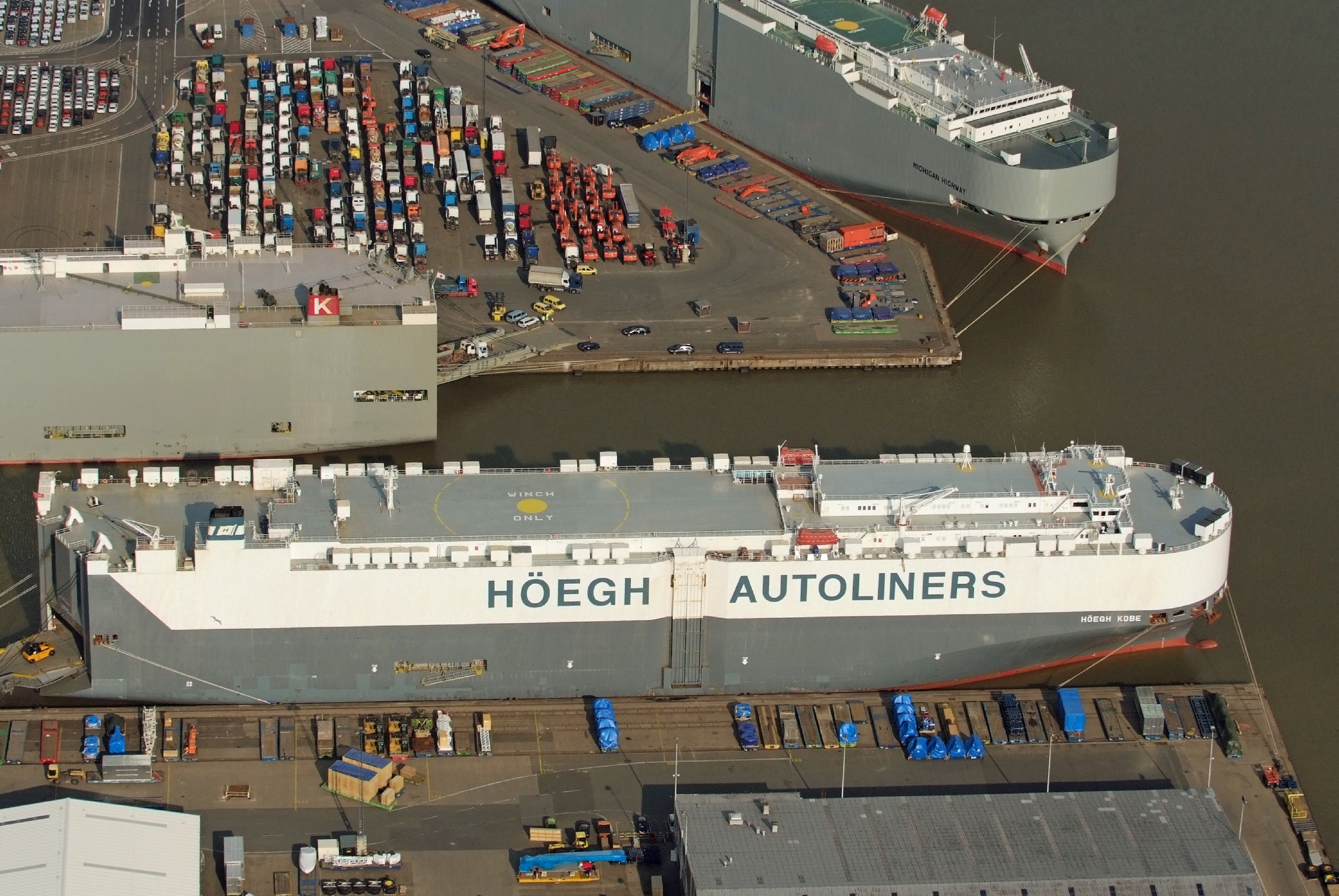
Autotransporter Höegh Kobe in Bremerhaven

Leif Höegh & Co ASA (LHC) ist eine norwegische Reedereigruppe.

## Einzelheiten
Gegründet wurde die Reederei 1927 von Leif Høegh. Das Unternehmen begann zunächst als Tankerreederei, ein Geschäftsbereich, der für Jahrzehnte einen Hauptteil der Reederei ausmachte. Zwölf Jahre später betrieb Leif Höegh & Co. bereits eine Flotte von 13 Schiffen. Mit der Java Pacific Line stieg die Reederei später in den Bereich der Linienschifffahrt ein. Ab 1948 (bis 1990) kam ein Westafrikadienst hinzu. In den 1960er Jahren erweiterte die Reederei ihre Tankschifffahrt durch den Bau von Tank-Schüttgutfrachtern. Diese Art der Spezialschifffahrt sollte wiederum über Jahrzehnte eine große Rolle bei Leif Höegh spielen. In der Bulkschifffahrt wurden einige Schiffe mit Hängedecks zum zusätzlichen Transport von Autos ausgerüstet. Die weitere Entwicklung führte unter anderem zu Schiffen, die auf den Transport von Forstprodukten spezialisiert waren. Darüber hinaus bildete Höegh 1970 das Joint Venture Höegh-Ugland Auto Liners (HUAL) mit der Reederei Ugland. Die Reederei zählt zu den Pionieren der RoRo-Schifffahrt und des Autotransports über See. Im März 2000 erwarb Höegh die Anteile Uglands am Gemeinschaftsunternehmen HUAL, einem der größten Anbieter seines Segments, und führte die Reederei ab 2005 als Höegh Autoliners weiter. 1973 erhielt Höegh den weltweit ersten LNG-Tanker mit Moss-Tanks.
Heute ist die Reedereigruppe mit Leif Höegh & Co Limited als Dachgesellschaft und verschiedenen Tochtergesellschaften strukturiert. Höegh Autoliners betreibt eine Flotte von Schiffen für den weltweiten Transport von Kraftfahrzeugen (Pkw und Lkw), Höegh LNG mehrere Gastanker und schwimmende LNG-Terminals wie die Höegh Esperanza. Weitere Bereiche sind beispielsweise das Crew-Management, Finanzdienste oder der Immobilienbereich. An Land werden unter 100 Mitarbeiter beschäftigt, in der Flotte rund 900 Seeleute.